# Teatro Stabile dell'Umbria
Il Teatro Stabile dell'Umbria è uno dei Teatri Pubblici Italiani riconosciuti dal Ministero per i Beni e le Attività Culturali. Da gennaio 2018 è diretto da Nino Marino. 

## Storia
Dal 1985 ad oggi, ha allestito in Umbria più di 100 spettacoli che sono poi stati rappresentati nei maggiori teatri italiani ed esteri, grazie anche alla collaborazione con registi quali Luca Ronconi, Walter Pagliaro, Giuseppe Patroni Griffi, Gigi Dall'Aglio, Enzo Siciliano, Giorgio Albertazzi, Dario Fo, Massimo Castri, Federico Tiezzi, Mario Martone, Ninni Bruschetta, Giorgio Barberio Corsetti, Marco Baliani, Toni Servillo, Ascanio Celestini, Antonio Latella, Massimiliano Civica, Gabriele Lavia, Lucia Calamaro. Dal 2015 è entrato nel novero dei Teatri di Rilevante Interesse Culturale.

## Stagioni di Prosa
Il Teatro Stabile dell'Umbria programma stagioni di prosa italiane e internazionali in 18 città della regione: Teatro Morlacchi di Perugia, Teatro Secci di Terni, Politeama Clarici di Foligno, Teatro Nuovo e Teatro Caio Melisso di Spoleto, Teatro Comunale di Gubbio, Teatro comunale Giuseppe Manini di Narni, Teatro Cucinelli di Solomeo, Teatro degli Illuminati di Città di Castello, Teatro della Filarmonica di Corciano, Teatro Torti di Bevagna, Teatro Don Bosco di Gualdo Tadino, Teatro Talia di Gualdo Tadino, Teatro Mengoni di Magione, Teatro Concordia Archiviato il 13 settembre 2018 in Internet Archive.  di Marsciano, Teatro Caporali di Panicale, Spazio Teatro Centro Polivalente 4.0 di Norcia, Teatro Sociale di Amelia, Teatro Comunale di Todi, Teatro dell'Accademia di Tuoro.

## Centro Studi
Dispone di un Centro Studi intitolato a Sergio Ragni, fondato nel 1980, presso il quale si trovano una biblioteca specializzata e un archivio audiovisivo interamente dedicati al teatro, alla musica, al cinema e ai mass media. 